# Imma monastica
Imma monastica är en fjärilsart som beskrevs av Edward Meyrick 1910. Imma monastica ingår i släktet Imma och familjen Immidae. Inga underarter finns listade i Catalogue of Life.